# Stenosi dell'arteria renale
La stenosi dell'arteria renale è un restringimento patologico di una o entrambe le arterie renali, il più delle volte causato da aterosclerosi o da displasia fibromuscolare. La stenosi può ostacolare l'afflusso di sangue al rene, innescando una serie di eventi patologici che portano a ipertensione arteriosa e, in alcuni casi, all'atrofia del rene interessato con possibile insorgenza di insufficienza renale. La stenosi dell'arteria renale è la causa più frequente di ipertensione nefrovascolare.

## Segni e sintomi
Nella maggior parte dei casi la condizione è asintomatica, mentre il segno principale è costituito da valori elevati di pressione arteriosa, non adeguatamente controllati dalla terapia. Un deterioramento della funzione renale è possibile, in particolare se l'anomalia riguarda entrambi i reni e, in alcuni casi, in corso di trattamento con ACE-inibitori. In alcuni soggetti la malattia esordisce con edema polmonare acuto per improvvisa insufficienza del ventricolo sinistro.

## Diagnosi
L'indagine più accurata e specifica (gold standard) per la diagnosi di stenosi dell'arteria renale è l'angiografia a sottrazione digitale. I criteri clinici che consentono di porre diagnosi sono:
- ipertensione refrattaria alla terapia con i comuni antipertensivi
- soffio percepibile con lo stetoscopio all'auscultazione dell'addome
- positività del test al captopril
- riduzione della funzione renale misurata mediante scintigrafia renale con MAG 3 dopo somministrazione di captopril.[4]
- evidenza di stenosi all'arteriografia renale.

Prima di sottoporre il paziente a indagini invasive, tuttavia, è necessario valutare le caratteristiche cliniche che possono indirizzare il sospetto diagnostico. Alcuni autori hanno sviluppato sistemi predittivi basati su età, sesso, precedente evidenza di aterosclerosi, modalità di insorgenza dell'ipertensione e altri possibili fattori di rischio.

## Eziologia
L'aterosclerosi è la causa più frequente di stenosi dell'arteria renale, in particolare quando l'ipertensione insorge improvvisamente dopo i 50 anni. La displasia fibromuscolare rappresenta invece la causa principale nei pazienti più giovani, in particolare nelle donne sotto i 40 anni. Altre cause più rare di stenosi, come le arteriti, gli aneurismi delle arterie renali, la trombosi delle stesse e la compressione dall'esterno ad opera di tumori di varia natura.

## Fisiopatologia
Le cellule granulari dell'apparato iuxtaglomerulare nel rene colpito dalla stenosi rilevano una riduzione del flusso di sangue, che viene interpretata come un calo della pressione arteriosa. Il rene quindi risponde attivando il sistema renina-angiotensina-aldosterone, innescando cioè la sintesi e la liberazione nel circolo ematico di sostanze che concorrono ad aumentare i valori pressori. Questo, in un soggetto che precedentemente aveva normali valori di pressione arteriosa, porta a ipertensione. Al tempo stesso la riduzione del flusso di sangue attraverso i glomeruli nel rene interessato determina diminuzione della velocità di filtrazione glomerulare, cioè della capacità del rene di depurare il sangue. Questo, insieme al danno determinato dall'ipertensione sull'altro rene, può determinare nel tempo l'instaurarsi di insufficienza renale cronica, la cui probabilità e rapidità di evoluzione differiscono in base alla causa della stenosi.

## Trattamento

### Stenosi aterosclerotica dell'arteria renale
Il primo trattamento è di tipo farmacologico e comprende farmaci antipertensivi, antiaggreganti e farmaci che controllano i livelli di colesterolo nel sangue come le statine. Tra i farmaci antipertensivi, particolare attenzione deve essere posta all'uso di ACE inibitori e sartani, che, bloccando il sistema renina-angiotensina, controllano efficacemente la pressione arteriosa ma possono determinare una diminuzione della velocità di filtrazione glomerulare di vario grado fino all'insufficienza renale acuta.
I trattamenti invasivi (rivascolarizzazione) sono indicati nei casi di stenosi che determinano ipertensione non controllabile dalla terapia con ipertrofia ventricolare sinistra, edema polmonare ricorrente o in caso di rapido peggioramento della funzione renale. La procedura più frequentemente utilizzata è l'angioplastica, ovvero la dilatazione dell'arteria mediante un catetere endovascolare con palloncino, con o senza impianto di stent. Uno studio di metanalisi del 2003 ha concluso che l'angioplastica è una procedura sicura ed efficace nel trattamento di questa patologia, sebbene 7 studi clinici randomizzati e controllati non abbiano dimostrato benefici per il paziente in termini di miglioramento della pressione arteriosa o della funzione renale.
La rivascolarizzazione chirurgica (bypass aortorenale), che rappresentava l'unica tecnica disponibile prima dell'introduzione dell'angioplastica, consiste nella connessione chirurgica tra l'aorta e l'arteria renale a valle della stenosi mediante una vena. Attualmente essa è riservata ai casi che non sono efficacemente risolti dall'angioplastica o quando quest'ultima non sia applicabile.

### Displasia fibromuscolare
L'angioplastica con o senza impianto di stent rappresenta la terapia standard in questa causa di stenosi ed è efficace soprattutto nei pazienti più giovani, con ipertensione datata da relativamente poco tempo. Nei casi in cui la stenosi è associata a dilatazioni aneurismatiche importanti è necessaria la rivascolarizzazione chirurgica.